# Gmina Esbjerg (1970–2006)
Gmina Esbjerg (duń. Esbjerg Kommune) była w latach 1970-2006 (włącznie) jedną z gmin w Danii w okręgu Ribe Amt. 
Siedzibą władz gminy było miasto Esbjerg. 
Gmina Esbjerg została utworzona 1 kwietnia 1970 na mocy reformy podziału administracyjnego Danii. Po kolejnej reformie administracyjnej w roku 2007 weszła w skład nowej gminy Esbjerg.

## Dane liczbowe
- Liczba ludności: (♀ 41 098 + ♂ 41 214) = 82 312
  - wiek 0-6: 8,2%
  - wiek 7-16: 12,9%
  - wiek 17-66: 66,7%
  - wiek 67+: 12,1%
- zagęszczenie ludności: 374,1 osób/km²
- bezrobocie: 5,1% osób w wieku 17-66 lat
- cudzoziemcy z UE, Skandynawii i USA: 148 na 10 000 osób
- cudzoziemcy z krajów Trzeciego Świata: 340 na 10 000 osób
- liczba szkół podstawowych: 19 (liczba klas: 462)